# 후지필름 X 시리즈

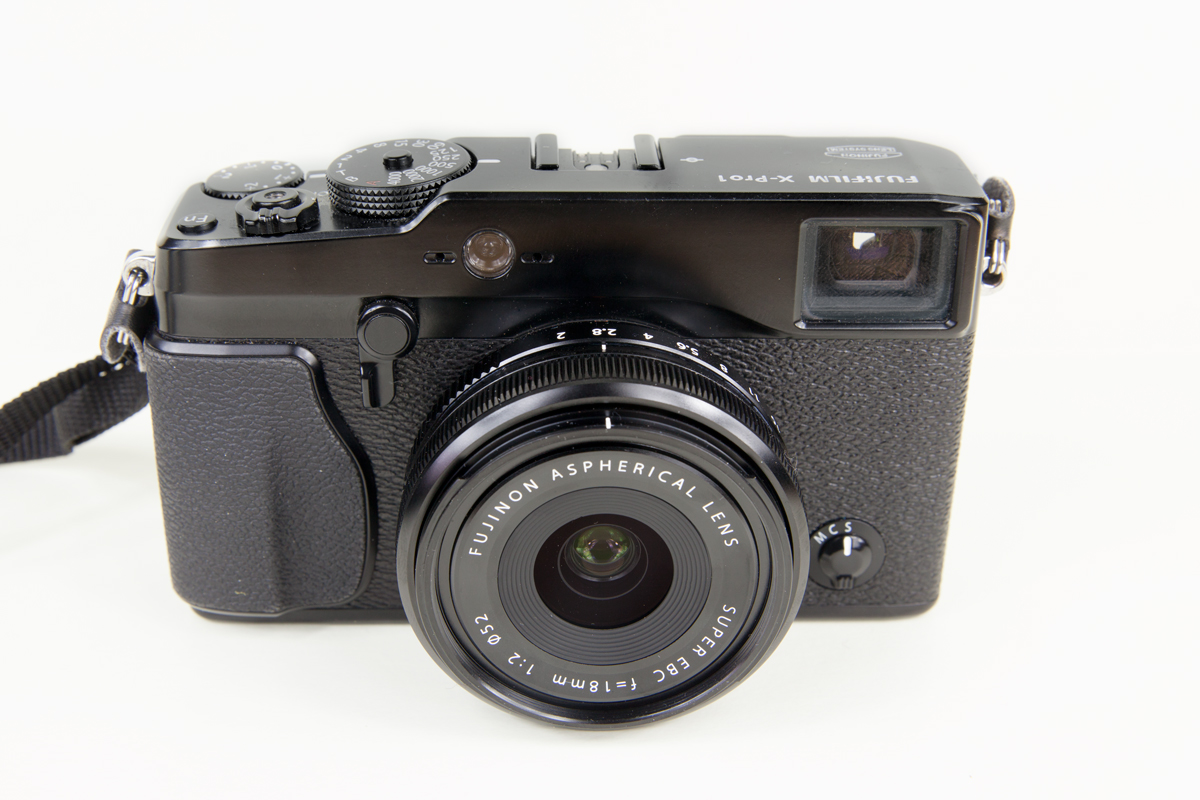

후지필름 X 시리즈는 후지필름의 하이엔드 디지털 카메라로 구성되어 있으며, 전문적 사진가와 사진 애호가를 대상으로 한다. 이 시리즈는 후지필름의 디지털 카메라 제품군의 일부이다. X 시리즈 자체는 단일한 공통적 센서 사이즈나 기술, 렌즈 포맷으로 특징되지는 않는다. 상급의 디지털 카메라 사용자가 요구하는 컨트롤에 대한 강조가 차별화된 특징이다.

## 카메라 모델
- 후지필름 파인픽스 X100: APS-C 사이즈의 CMOS 센서와 하이브리드 뷰파인더, 고정된 23mm F2.0 후지논 렌즈를 사용하는 단렌즈 디지털 카메라. 2010년 9월 20일에 포토키나에서 발표되어, 2011년 5월에 전세계에 출시되었다. 2013년 후지필름 X100S로 계승되었다.[1]
- 후지필름 X10: 2/3-인치 12-메가픽셀 EXR-CMOS 센서와 고화질 F2.0 광각, F2.8 텔레포토 후지논 4배 매뉴얼 줌 렌즈 (28–112 mm)를 탑재한 상급의 컴팩트 카메라로, 2011년 9월 1일에 발표되었다. 후지필름 X20에 계승되었다.[2]
- 후지필름 X-S1: X10 컴팩트와 동일한 2/3-인치 12-메가픽셀 EXR-CMOS 센서가 내장된 상급의 사진 애호가를 위한 카메라로, F2.8-5.6 조리개에서 24–624 mm와 동일한 범위를 제공하는 고정된 26배 줌을 탑재하였다. 2011년 11월 24일에 발표되었다.[3]
- 후지필름 X-Pro1:  X-트랜스 CMOS 센서와 후지필름 X-마운트 렌즈 시스템을 사용한 미러리스 렌즈 교환식 카메라. 2012년 1월 10일에 발표되었고, 2012년 5월에 출시되었다.[4]
- 후지필름 X-E1: X-Pro1의 경량화 버전인 미러리스 렌즈교환식 카메라. 고가의 하이브리드 파인더가 제거되고 향상된 전자식 뷰파인더로 대체되었다. 새로운 EVF 236만 화소 OLED 유닛을 사용하였다. 2012년 6월 9일 발표되었다.[5]
- 후지필름 XF1: 2/3-인치 EXR-CMOS 센서와 4배 광학 줌을 지원하는 후지논 f/1.8 렌즈를 탑재한 사진 애호가 대상 컴팩트 카메라. 2012년 9월 17일 발표되었다.[6]
- 후지필름 X20: X10를 대체하는 사진 애호가 대상 컴팩트 카메라로,  2/3-인치 X-트렌스 CMOS II 센서, EXR 프로세서 II, 새롭게 향상된 광학 뷰파인더를 탑재하였다. 2013년 1월 7일에 발표되었다.[7] 후지필름 X30에 계승되었다.
- 후지필름 X100S: 위상차 검출과 X-E2와 같은 센서를 탑재하여 X100를 다시 디자인한 버전. 2013년 1월 7일에 발표되었다.[8]
- 후지필름 X-M1: 2013년 6월 25일에 출시되었으며,[9] X-트랜스 센서와 Articulating screen을 탑재하였다.
- 후지필름 X-A1: X-트랜스 센서가 탑재되지 않은 가장 낮은 가격의 렌즈 교환식 카메라로, 2013년 9월 17일에 출시되었다.[10]
- 후지필름 X-E2: X-E1의 후속기로, X-트랜스 CMOS II, 더 높은 해상도의 (1.04 M) 더 커진 (3") 스크린 , 디지털 스플릿 이미지 기술, Wi-Fi가 탑재되었고, 2013년 10월 18일에 출시되었다.[11]
- 후지필름 XQ1: X-트렌스 CMOS II 센서를 탑재한 프리미엄 컴팩트 카메라로, 2013년 10월 18일에 발표되었다.[12]
- 후지필름 X-T1: X-트랜스 CMOS II 센서와 틸팅 LCD 스크린을 장착한 방진, 방습 바디의 미러리스 렌즈 교환식 카메라.[13] 배터리 그립을 지원하는 첫 번째 X-시리즈 카메라이며, UHS-II SD 카드를 완전히 지원하는 첫 번째 카메라이다.[14]
- 후지필름 X30: X20의 후속기로, 2014년 8월 26일에 발표되었다.
- 후지필름 X100T: X100S의 후속기로, 2014년 9월 10일에 발표되었다.
- 후지필름 X-A2: X-A1의 후속기로, 2015년 1월 15일에 발표되었다.[15]
- 후지필름 XQ2: XQ1의 후속기.
- 후지필름 X-T10: X-T1의 마이너 버전.
- 후지필름 X-Pro2:  X-Pro1의 후속기로, 새로운 24메가픽셀 X-트랜스 III 센서와 더욱 선명한 EVF가 탑재되었다.  2016년 1월 15일에 발표되었다.[16]
- 후지필름 X-E2s: X-E2의 마이너 업그레드로, 2016년 1월 15일 발표되었다.[17]
- 후지필름 X70:  18.5 mm  (28 mm와 동일) 렌즈를 탑재한 후지필름 X100T. 2016년 1월 15일에 출시되었다.[18]
- 후지필름 X-T2: X-T1와 비슷한  방진, 방습 바디를 채용하였으나 X-Pro2와 동일한 센서와 프로세서를 탑재하였다. 2016년 7월 7일에 발표되었다.[19]
- 후지필름 X-A3:  24.2메가픽셀 CMOS 센서를 탑재하여 X-A2에서 향상된 모델로, X-T10와 같은 11 종류의 필름 시뮬레이션을 지원한다.
- 후지필름 X-A10: X-A2을 수정한 입문자 대상 카메라 . 액서서리 슈가 장착되지 않았으며, 일본 외의 지역에서 판매된다.
- 후지필름 X100F: X100T의 후속기로, X-Pro2와 동일한 센서와 포로세서가 장착되었다. 바디 뒷면에 포커스 레버가 있으며, 상단에 ISO 다이얼이 내장되어 있다.
- 후지필름 X-T20: X-T10의 후속기로, X-T2와 동일한 센서와 프로세서가 장착되었다. 바디 뒷면의 틸트 액정은 터치 패널이며, 터치 오토포커스와 터치 촬영을 지원한다.
- 후지필름 X-E3:  X-E2s의 후속기인 렌즈 교환식 미러리스 카메라. X100F, X-Pro2, X-T2,  X-T20와 같은 이미지 센서와 프로세서를 장착하였다. D-패드는 터치패드에서의 조작으로 대체되었다.
- 후지필름 X-H1:  X-T2를 기반으로 하며, 내장 손떨림 보정 기능(In-Body Image Stabilizer, IBIS)을 장착하였다. 손떨림 방지 기능은 모든 정품 렌즈에서 작동한다.
- 후지필름 X-T100
- 후지필름 XF10: X70의 후속기.
- 후지필름 X-T3: X-T2의 후속기.
- 후지필름 X-T30: X-T20의 후속기.